# Ti giả
Ti giả hay tu ti (tiếng Anh: pacifier; Anh Mỹ: binky, Anh Anh/Úc: dummy, Anh Canada/Hiberno: soother, Anh-Hiberno: Dodie) là một vật thay thế núm vú làm từ cao su, chất dẻo, hoặc silicone cho trẻ sơ sinh bú giữa những lần bú sữa để làm dịu cơn khó chịu của trẻ bằng cách đáp ứng nhu cầu bú khi trẻ không cần ăn. Ti giả thường có ba phần, một núm vú dài, một tấm chắn miệng và một tay cầm. Tấm chắn miệng đủ lớn để ngăn trẻ cố gắng đưa ti giả vào miệng, đồng thời ngăn chặn luôn nguy cơ trẻ nuốt phải rồi bị hóc.

## Lịch sử

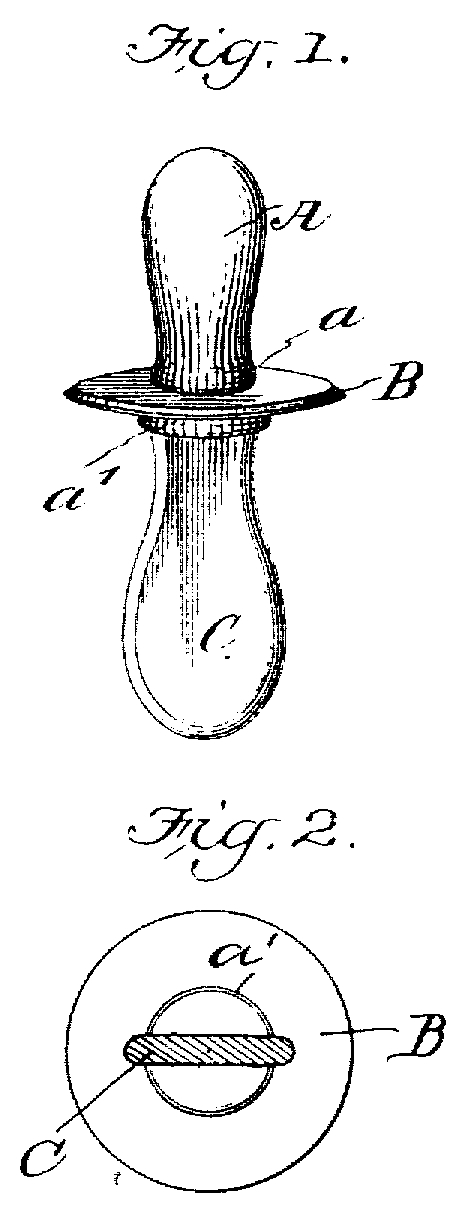
Thiết kế năm 1900

Ti giả đã được nhắc đến lần đầu tiên trong tài liệu y khoa năm 1473, được mô tả bởi bác sĩ người Đức Bartholomäus Metlinger trong cuốn sách Kinderbüchlein, với tiêu đề mới Regiment der jungen Kinder ("Hướng dẫn nuôi trẻ em") trong các lần xuất bản sau đó.
Ở nước Anh trong thế kỷ 17.-19, coral có nghĩa là một món đồ chơi dùng để ngậm làm bằng san hô, ngà hay xương, thường gắn bạc như là tay cầm nắm đấm cửa. Một người phụ trách bảo tàng đã gợi ý rằng các chất này được sử dụng như là "ma thuật cảm thông" và xương động vật có thể tượng trưng cho sức mạnh động vật để giúp trẻ đối phó với cơn đau.